# Dendropsophus labialis
Dendropsophus labialis är en groddjursart som först beskrevs av Peters 1863.  Dendropsophus labialis ingår i släktet Dendropsophus och familjen lövgrodor. IUCN kategoriserar arten globalt som livskraftig. Inga underarter finns listade i Catalogue of Life.